# Афонькинское сельское поселение
Афонькинское се́льское поселе́ние — муниципальное образование в Казанском районе Тюменской области Российской Федерации.
Административный центр — село Афонькино.

## Географическое положение и климат

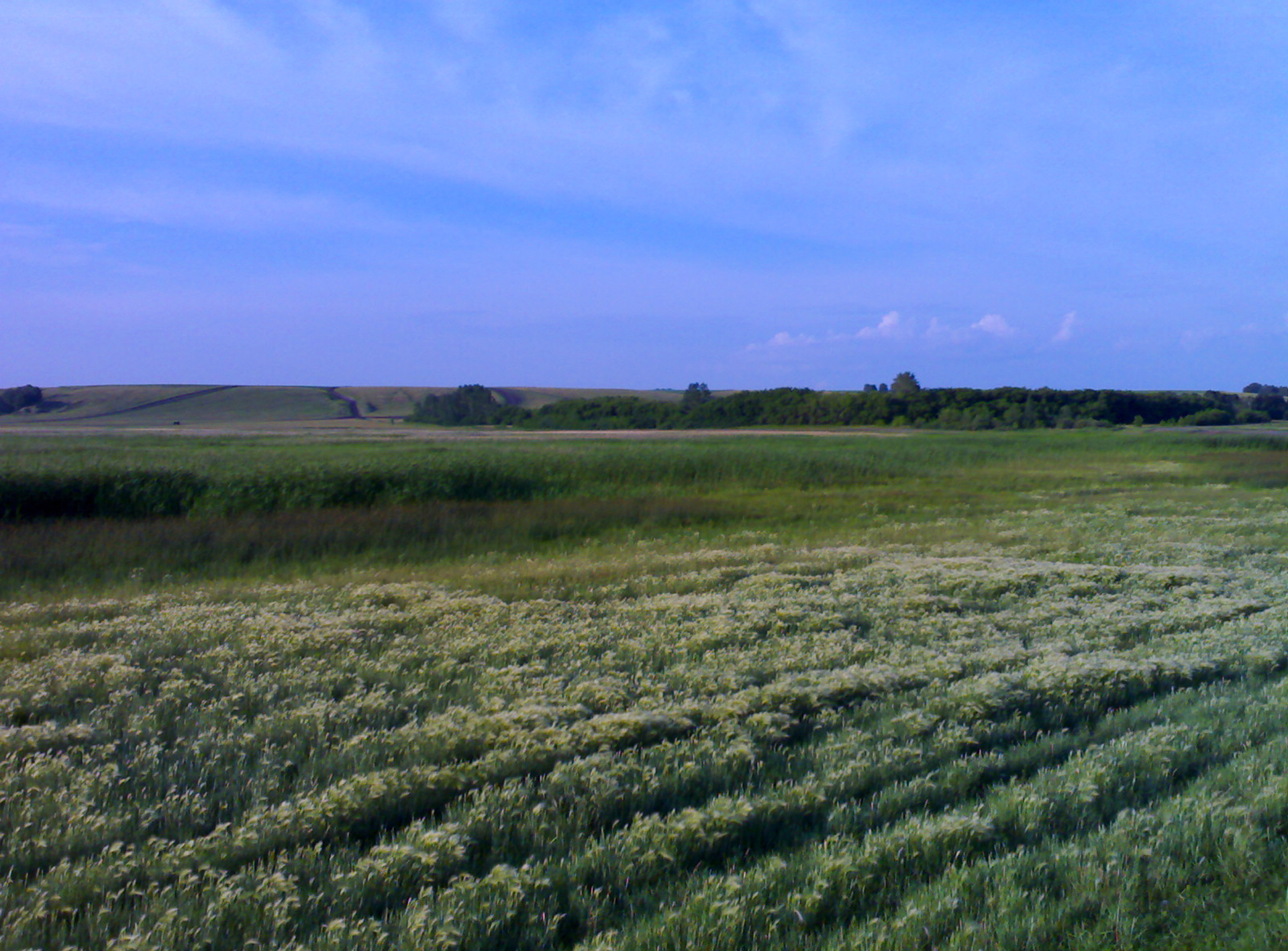
Природный ландшафт окрестностей села Афонькино

Афонькинское сельское поселение расположено в юго-восточной части Казанского района Тюменской области, на западе оно граничит с Ильинским сельским поселением, на севере — с Пешнёвским, на востоке — со Сладковским районом Тюменской области, на юге — с Казахстаном. Общая площадь — 269,4 км² (9 % площади Казанского района), около половины площади Афонькинского сельского поселения занято преимущественно сельскохозяйственными землями. Расстояние до центра района, села Казанское — 33 км, до ближайшей железнодорожной станции, Ишима — 93 км, до областного центра, Тюмени — 403 км.
Западная часть Афонькинского сельского поселения занимает низменность поймы реки Ишим (расстояние от которой до села Афонькино около 7 км) со множеством озёр-стариц, где сосредоточены основные площади сенокосных угодий. Граница долины реки Ишим проходит рядом со всеми населёнными пунктами Афонькинского поселения, расположенными почти в одну линию с севера на юг, и представляет собой крутой склон, изрезанный балками и оврагами. Восточную часть Афонькинского сельского поселения занимает возвышенность с участками берёзовых лесов, где находятся основные посевные площади.

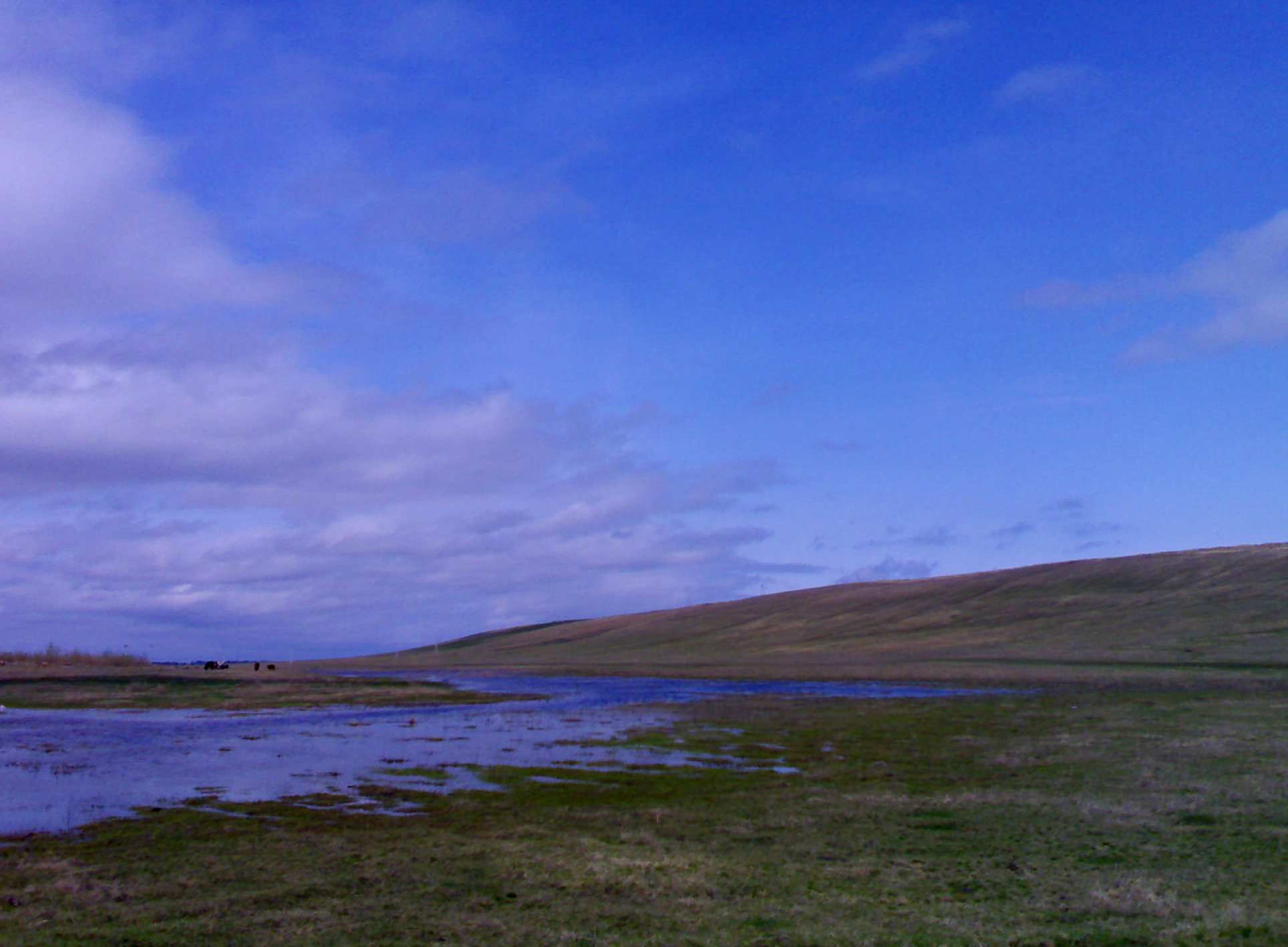
Памятник природы «Ишимские бугры — Афонькинский»

Рельеф территории преимущественно равнинный. Растительность представлена берёзовыми, берёзово-осиновыми остепенёнными лесами, разнотравно-злаковыми лугами, луговыми степями и сельскохозяйственными угодьями на их месте, засолёнными лугами и осоко-тростниковыми болотами.
Климат континентальный с суровой зимой, тёплым и непродолжительным летом. Район часто подвергается суховеям и засухам.
- Минимальная температура в январе −47,0 °C.
- Максимальная температура в июле +38,0 °C.

В районе Афонькинского сельского поселения расположены 2 особо охраняемые природные территории регионального значения.
Для сохранения популяций ценных и редких видов животных и их местообитаний в 1997 году создан зоологический заказник «Афонский». Площадь заказника составляет 17215 га, 1/3 его часть находится в северо-восточной области Афонькинского сельского поселения. Кроме этого на территории поселения расположен памятник природы регионального значения «Ишимские бугры — Афонькинский». Площадь памятника природы составляет 80 га.

## История
Статус и границы сельского поселения установлены Законом Тюменской области от 5 ноября 2004 года № 263 «Об установлении границ муниципальных образований Тюменской области и наделении их статусом муниципального района, городского округа и сельского поселения».

## Население
| 1989 | 2006  | 2010  | 2011  | 2012  | 2013  | 2014  |
| ---- | ----- | ----- | ----- | ----- | ----- | ----- |
| 1294 | ↘1218 | ↘1065 | →1065 | ↘1043 | ↘1033 | ↘1009 |
| 2015 | 2016  | 2017  | 2018  | 2019  | 2020  | 2021  |
| ↘996 | ↘978  | ↗983  | ↘955  | ↘942  | ↘933  | ↘845  |

## Состав сельского поселения
| № | Населённый пункт | Тип населённого пункта       | Население |
| - | ---------------- | ---------------------------- | --------- |
| 1 | Афонькино        | село, административный центр | ↘681      |
| 2 | Викторовка       | деревня                      | ↘128      |
| 3 | Новогеоргиевка   | деревня                      | ↘201      |
| 4 | Паленка          | деревня                      | ↘55       |

## Общие сведения

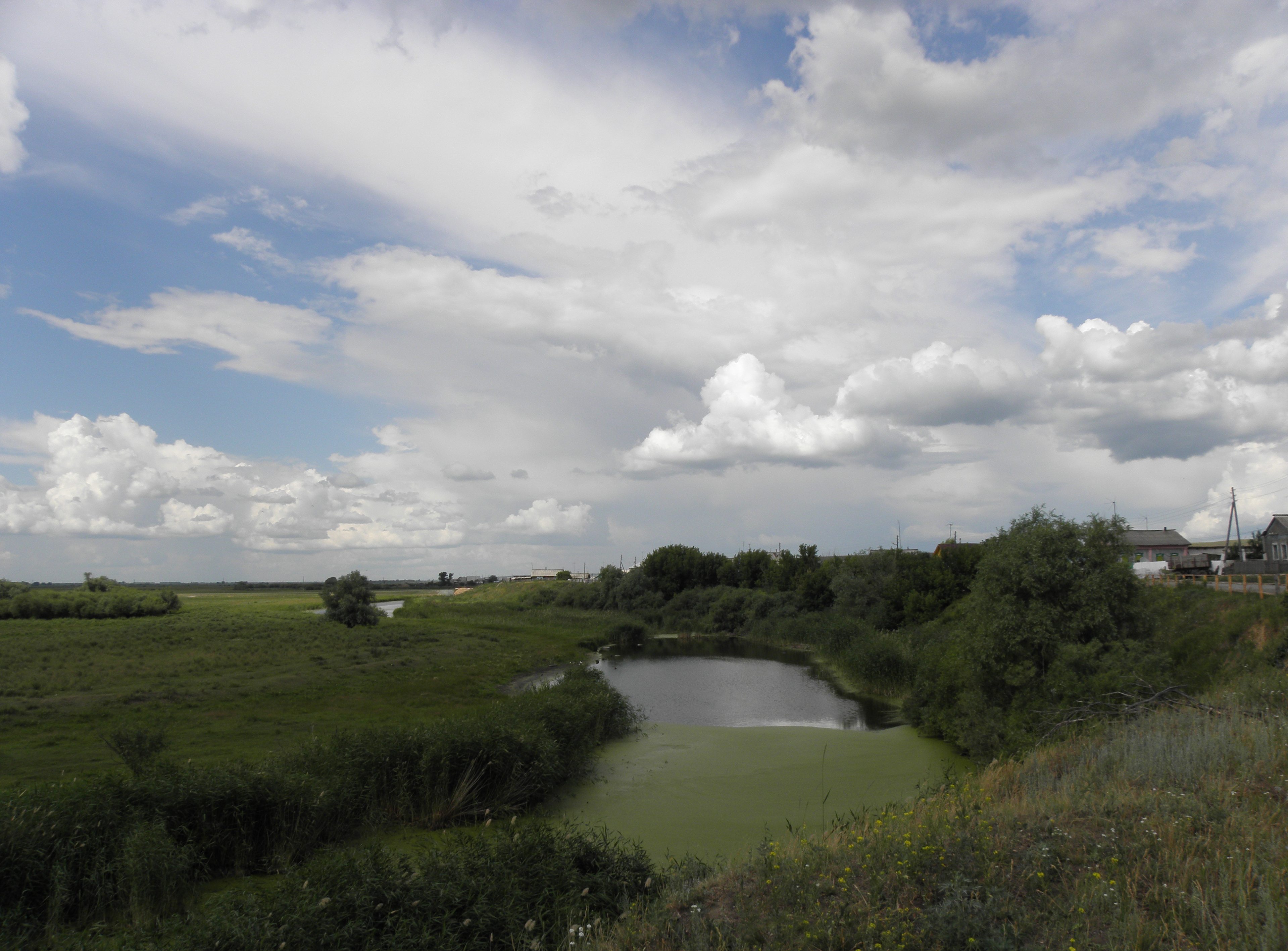
Озеро рядом с ул. Береговой в Афонькино

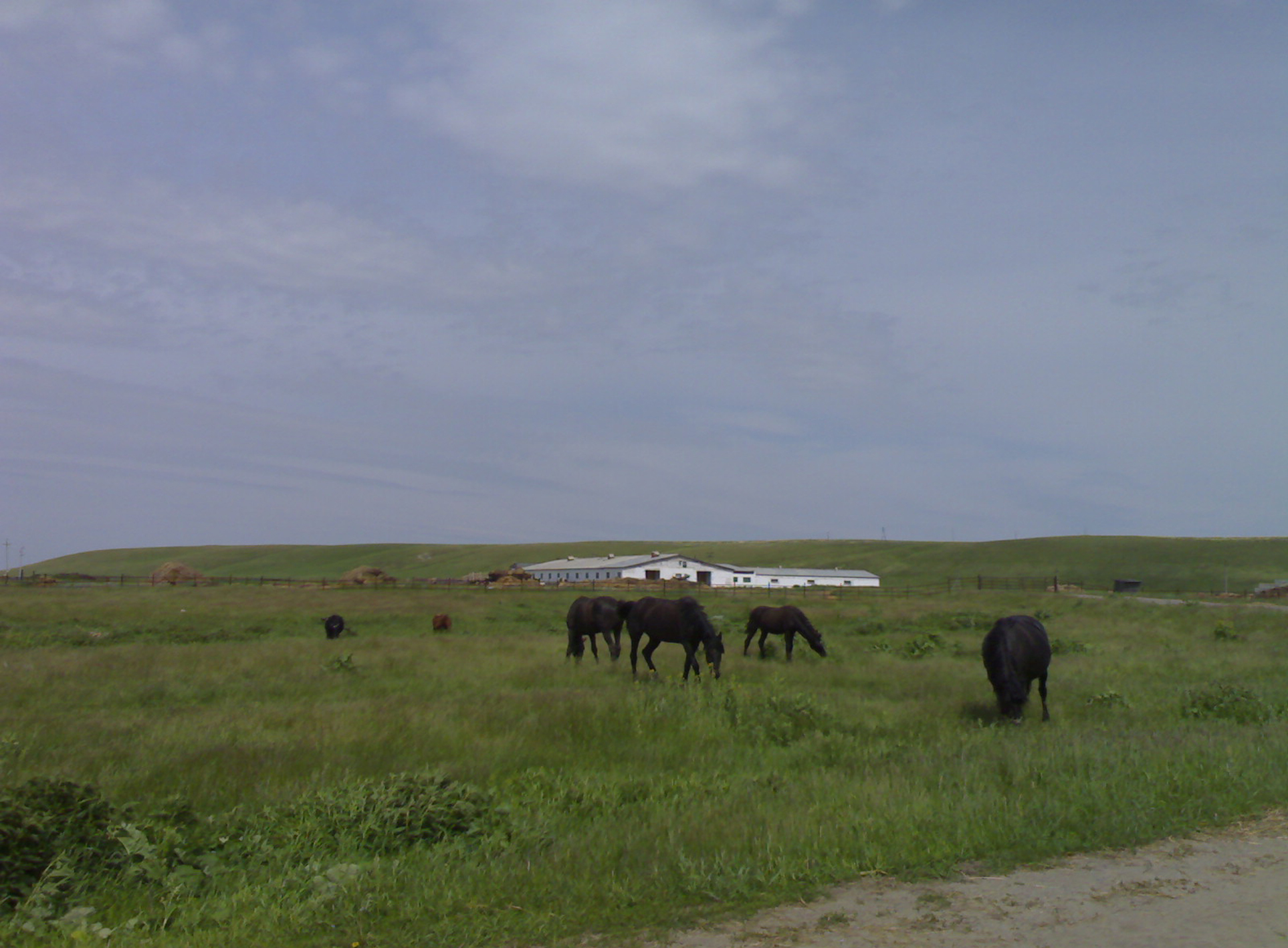
Животноводческая ферма агрофирмы «Афонькино» и прилегающие к ней территории

Основным сельскохозяйственным предприятием сельского поселения является ООО Агрофирма «Афонькино», образованное в 1999 году и специализирующееся на производстве молока, мяса, производстве и переработке зерна. Посевные площади расположены как на территории Афонькинского сельского поселения, так и на территории Пешнёвского сельского поселения. Несколько животноводческих ферм расположены в деревнях Копотилово, Викторовка и в селе Афонькино.
В населённых пунктах Афонькинского сельского поселения находятся 2 школы, детский сад, 3 фельдшерско-акушерских пункта, сельский дом культуры, библиотека, отделение связи и торговые учреждения.
Дорожная сеть Афонькинского сельского поселения составляет 244 км. Территориальные дороги с покрытием — 11 км, без покрытия — 18 км; прочие дороги — улучшенные без покрытия 13 км, грунтовые и лесные — 202 км.
По территории поселения проходит автомобильная дорога Ильинка — Афонькино — Сладково.
В селе Афонькино находится церковь Рождества Христова, построенная в 1880 году. В настоящее время церковь находится в полуразрушенном состоянии.
На территории Афонькинского сельского поселения создана пограничная зона на участке государственной границы Российской Федерации с республикой Казахстан.